# Hiranya Peiris

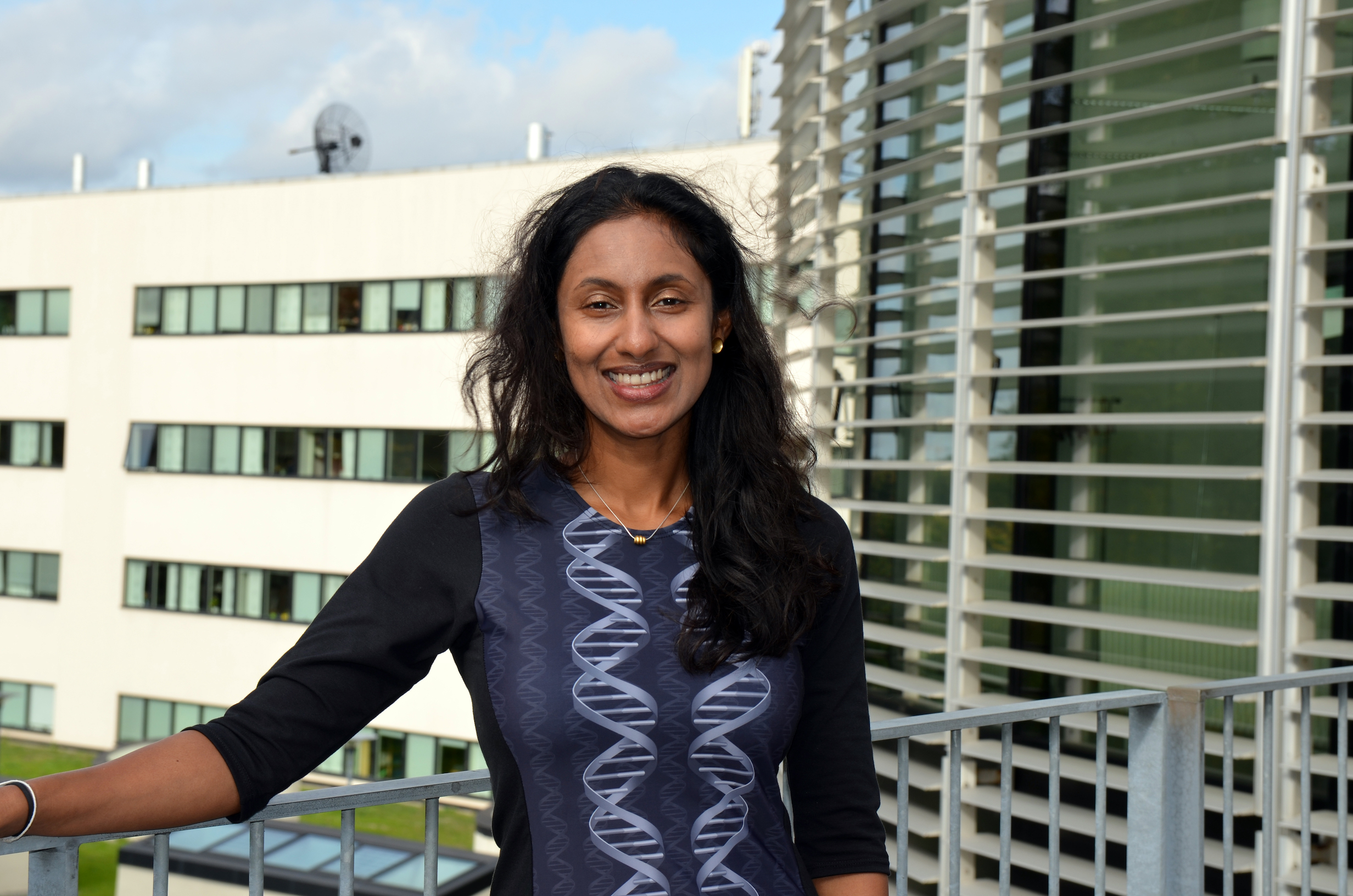
Hiranya Peiris, Stockholm 2016

Hiranya V. Peiris (* 1974 in Sri Lanka) ist eine britische Astrophysikerin (Astroteilchenphysik) und Kosmologin.
Hiranya Peiris studierte Physik an der Universität Cambridge und promovierte an der Princeton University in Astrophysik. Als Post-Doktorandin war sie an der University of Chicago als Hubble Fellow am Kavli-Institut und ab 2007 wieder an der Universität Cambridge als Junior Research Fellow am King’s College. Ab 2009 war sie am University College London, an dem sie Professorin für Astrophysik ist und deren Astroteilchenphysik-Initiative (Cosmoparticle Initiative) sie leitet.
Sie ist außerdem Direktorin des Oskar-Klein-Zentrums in Stockholm.
Peiris verbindet theoretische Arbeit mit fortschrittlichen Analysemethoden insbesondere der Kosmischen Hintergrundstrahlung (CMB) und war in Princeton Mitglied des WMAP-Teams.
2009 erhielt sie einen Leverhulme Trust Award, 2012 den Fowler Prize der Royal Astronomical Society und 2014 den Buchalter Cosmology Prize. 2018 erhielt sie die Fred Hoyle Medal and Prize. Das WMAP-Team, dem sie angehörte, erhielt 2018 den Breakthrough Prize in Fundamental Physics und 2012 den Gruber-Preis für Kosmologie. 2020 erhielt sie den Göran-Gustafsson-Preis der Königlich Schwedischen Akademie der Wissenschaften.
Für 2021 erhielt sie den Max-Born-Preis für ihre herausragenden Beiträge auf dem Gebiet der Kosmologie, insbesondere für die Schaffung neuer interdisziplinärer Verbindungen zwischen der Kosmologie und Hochenergiephysik (Laudatio) und die Eddington-Medaille der Royal Astronomical Society.
Sie ist Fellow der American Physical Society und Vizepräsidentin der Royal Astronomical Society (2020).